# Ambros Mayr
Ambros Mayr (8. května 1849 Söll – 30. října 1897 Vídeň) byl rakouský pedagog a politik, na konci 19. století poslanec Říšské rady.

## Biografie
Studoval germanistiku a klasickou filologii na Innsbrucké univerzitě (zde roku 1878 získal titul doktora filozofie) a Vídeňské univerzitě. Roku 1875 složil učitelskou zkoušku z latiny a řečtiny. Od roku 1880 měl i aprobaci pro výuku němčiny a německé literatury. Vyučoval na školách v Chomutově, Bolzanu, Opavě a Trentu. Publikoval v tisku, vydával knihy o dějinách literatury a je autorem antologie Tiroler Dichterbuch.
Byl aktivní veřejně i politicky. V 90. letech 19. století se zapojil i do celostátní politiky. Ve volbách do Říšské rady roku 1897 získal mandát za kurii venkovských obcí, obvod Schwaz, Kufstein atd. Zasedal zde ale jen krátce, protože již na podzim 1897 zemřel. Místo něj pak do parlamentu nastoupil Johann Tollinger. Profesně byl k roku 1897 uváděn jako gymnaziální profesor v Söllu.
V Říšské radě zastupoval Katolickou lidovou stranu.